# Josef Houda
Josef Houda (26. ledna 1932 – 20. prosince 2015) byl pedagog, botanik a mykolog, znalec přírody Lounska s rozsáhlou publikační činností.

## Život

### Mládí a cesta ke studiu přírody
Narodil se do rodiny kováře z Ročova. Absolvoval ročovskou měšťanskou školu a obchodní akademii v Lounech. Po maturitě dostal místo účetního nákupů na ředitelství Severočeských mlýnů v Litoměřicích a ačkoliv svou práci dělal velmi dobře, nebavila ho přílišná zaměřenost na čísla. Požádal tak doporučení ke studiím a získal ho. Na pedagogickou fakultu v Praze nebyl přijat, ale bylo mu nabídnuto místo na fakultě v Českých Budějovicích, kde začal studovat učitelství přírodopisu, zeměpisu a chemie. Při škole se účastnil přírodovědeckých expedicí na Slovensko a dále prohluboval svůj zájem o přírodu, který objevil už na střední škole. Po absolvování studia v roce 1957 dostal umístěnkou místo učitele v Lounech na místní jedenáctiletce a po odcházejícím profesorovi Novákovi převzal také post okresního konzervátora, jehož určením byla ochrana přírody. Tuto funkci zastával až do 90. let. V rámci toho byl v kontaktu s krajským střediskem ochrany přírody v Ústí nad Labem, ale táhlo ho to spíše k Praze. Vytvořil si v ní botanické kontakty v redakci Státní ochrany přírody, kde pracovaly jen uznávané kapacity, čímž se začal přibližovat ke své pozdější publikační činnosti.

### Publikační činnost
Do Prahy odesílal svoje nálezy květeny z Džbánska a když v okolí Loun našel diviznu fialovou, o které se mělo za to, že normálně roste až na Oblíku, začal problematiku studovat a vznikla z toho jeho první publikace Květena Lounska, která mu vyšla v roce 1966. Následovalo zmapování květeny Českého středohoří a potom mu v roce 1969 vyšla kniha Džbán – ochranářská studie. Ta bezprostředně zapříčinila soustředění ochranářů na tuto oblast, které vyvrcholilo vyhlášením přírodního parku Džbán v polovině 90. let. Po tomto titulu se nechal inspirovat knihou Květena Oblíku: Oblík – perla stepní květeny v Čechách Dr. Martinovského z Chožova, která ho nadchla, a sepsal botanický průzkum Srdova a Brníku.
V letech 1964 až 1971 učil v Cítolibech a v Lenešicích, kde se setkal s pro něj dosud neznámým fenoménem – s lužními lesy. Prošel Ohři od Žatce až do Libochovic a popsal květenu zdejších lužních lesů. Pro jejich velký význam byl na Litoměřicku vyhlášen přírodní park Dolní Poohří a Houda měl za to, že by si tento park zasloužil rozšíření také na Lounsko, protože tam podél Ohře rostou ladoňky, dymnivky a další rostliny. V roce 1976 spolupracoval na publikaci o krásnodvorském zámku, pro jejíž autora Bořivoje Lůžka zpracoval podrobnou zprávu o květeně v zámeckém parku. V roce 1986 sepsal knihu Úlovičtí školkaři, ovocnáři, šlechtitelé a pomologové o rodině ovocnářů z Klášterského údolí.

### Objevení mykologie
V šedesátých letech 20. století, když se náhodou otrávil hřibem satanem, byl udiven, že se o něm neví více. Začal se o problém zajímat a od té doby psal také o houbách. S Herbertem Tichým napsal knihu Velký vrch u Vršovic – chráněná mykologická lokalita. Zjistil, že tento kopec je novou, dosud neznámou lokalitou z několika málo s určitým společenstvím hub včetně satana a napsal o tom článek, který mu překvapený šéfredaktor časopisu Živa okamžitě otiskl. Na to se mu ozvala Varšavská univerzita a požadovala od něj řezy houby. S velkým zájmem o satana, který v Holandsku neroste, se ozval také tamní institut Centraalbureau Voor Schimmelcultures Baarn and Delft a kontakt udržoval také s pittsburskou botanickou univerzitní knihovnou Hunt Botanical Library.
Jako mykolog publikoval mnoho článků se svými objevy v časopisu Živa a v Mykologickém sborníku. Mezi jiným objevil jako první dvojče ve vajíčku hadovky smrduté nebo pavučinec fialový na Podlesí. Později publikoval na výstavě v Praze nález hřibu purpurového v Selmicích, z čehož byla senzace. S objevy ale pokračoval i na poli botaniky a například pro knihu Karanténní plevely Československa Dr. Hejného objevil na Lounsku dva zajímavé plevely – rulevník povolžský zavlečený do Čech s pšenicí a včelník douškokvětý.

### Vztah k regionu
Vydal také několik publikací pro kantory, například Pokusné pěstování tropických rostlin, s Herbertem Tichým v 70. a 80. letech také o lenešickém rybníku o obojživelnících nebo racích Lounska atd. Část své práce stvořil také díky školním výletům se svými třídami. Velkou oporou a dobrým spolupracovníkem mu byla jeho manželka. Věnoval se také ochraně přírody a i díky jeho neúnavné práci se podařilo zastavit některé projekty devastace přírody na Lounsku. Miloval celé lounské Podlesí, ale také Lounsko, u kterého si cenil třech zcela odlišných biotopů, čímž bylo unikátní. Severní Lounsko představují skalní stepi, okolí Ohře luhy a jižní Lounsko Džbánsko.
Zemřel 20. prosince 2015 ve věku 83 let.

## Ocenění
Josef Houda obdržel 24. dubna 2006 titul čestný občan města Loun.